# Hòn Bà (La Gi)
Hòn Bà là một hòn đảo nhỏ gần bờ, cách bờ biển khoảng 2 km, thuộc địa phận phường Bình Tân, thị xã La Gi, tỉnh Bình Thuận. Diện tích đảo là 2,8 ha, cao 38 m so với mặt biển.
Trên đảo có một đền thờ nữ thần Thiên Yana Thánh mẫu (Pô Inư Nagar) của người Chăm được xây dựng từ thế kỷ XVII đã được chính quyền tỉnh xếp hạng Di tích văn hóa. Dân cư của đảo chỉ có bốn người.